# Comuna Baia de Fier, Gorj
Baia de Fier este o comună în județul Gorj, Oltenia, România, formată din satele Baia de Fier (reședința) și Cernădia.

## Așezare
Comuna este întinsă pe albia râului Galbenul, fiind mărginită în partea de est de râul Olteț. Grafitul este exploatat din singura mină de grafit de pe teritoriul României.

## Etimologie
Denumirea comunei provine de la exploatare primitivă a minereului de fier, care era purificat cu ajutorul apei ce era dirijată în gropi mari săpate în pământ și în care se punea minereul de fier.
Pe teritoriul acestei au fost decoperit morminte ale soldaților romani ce păzeau drumul construit de romani la poalele munților Parâng, și care ajungea la Castrul Roman zidit din Târgu-Jiu.

## Obiective turistice
- Peștera Muierilor
- Biserica „Toți Sfinții” din Baia de Fier
- Biserica de lemn din Cernădia

## Orașe înfrățite
- Boccioleto, Italia din  2007

## Demografie
Componența etnică a comunei Baia de Fier
     Români (89,61%)
     Romi (5,53%)
     Alte etnii (0,16%)
     Necunoscută (4,7%)
Componența confesională a comunei Baia de Fier
     Ortodocși (94,91%)
     Alte religii (0,26%)
     Necunoscută (4,83%)
Conform recensământului efectuat în 2021, populația comunei Baia de Fier se ridică la 3.832 de locuitori, în scădere față de recensământul anterior din 2011, când fuseseră înregistrați 3.984 de locuitori. Majoritatea locuitorilor sunt români (89,61%), cu o minoritate de romi (5,53%), iar pentru 4,7% nu se cunoaște apartenența etnică. Din punct de vedere confesional, majoritatea locuitorilor sunt ortodocși (94,91%), iar pentru 4,83% nu se cunoaște apartenența confesională.

## Istorie
La sfârșitul secolului al XIX-lea, comuna făcea parte din plasa Novaci a județului Gorj și era alcătuită din satele Baia, Sohodolu și Neagra, având o populație de 1095 de locuitori. În comună funcționa o școală mixtă frecventată de 34 de elevi și două biserici. La acea vreme, pe teritoriul actual al comunei, în aceiași plasă, mai funcționa și comuna Cernădia. Comuna Cernădia era alcătuită din satele Bercești, Buicești, Cernădia și Vlădoiu, având o populație de 1440 de locuitori. În comună funcționa trei biserici și o școală mixtă frecventată de 60 de elevi.
Anuarul Socec din 1925 consemnează comunele în aceiași plasă. Comuna Baia de Fier avea o populație de 1635 de locuitori (doar în satele Baia de Fier și Sohodolu). Comuna Cernădia își păstrează componența, având o populație de 1458 de locuitori.
În anul 1950, comunele au fost arondate raionului Novaci a regiunii Gorj, raion care doi ani mai târziu a fost arondat regiunii Craiova, și apoi (după 1960), regiunii Oltenia.
În anul 1968, comuna a fost transferată județului Gorj, căpătând forma actuală. Tot atunci, comuna Cernădia a fost desființată, iar satele ei au trecut la comuna Baia de Fier. Satul Sohodolu a fost desființat și contopit cu satul Baia de Fier, satul Buicești a fost contopit cu satul Cernădia, iar satele Bercești și Vlădoiu au fost transferate orașului Novaci.

## Monumente istorice

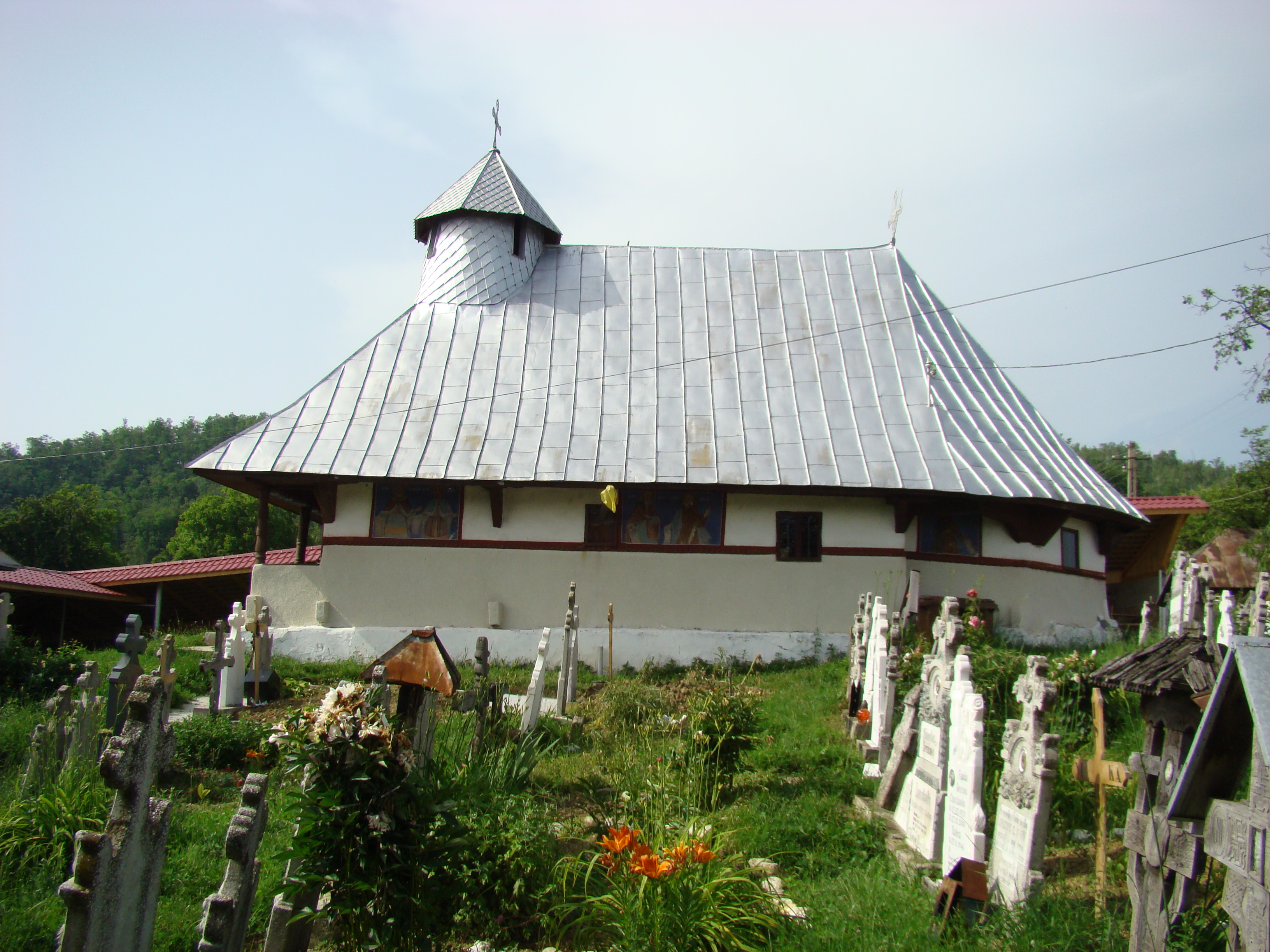
Biserica de lemn din Cernădia, monument istoric

Cinci monumente istorice din comuna Baia de Fier sunt incluse în lista monumentelor istorice din județul Gorj. Acestea sunt: Situl arheologic de la „Peștera Muierilor”, două așezări și Biserica de lemn „Sf. Ioan Botezătorul” din satul Cernădia.

## Politică și administrație
Comuna Baia de Fier este administrată de un primar și un consiliu local compus din 13 consilieri. Primarul, Dumitru Turbăceanu[*], de la Partidul Social Democrat, este în funcție din 2012. Începând cu alegerile locale din 2024, consiliul local are următoarea componență pe partide politice:
|  | Partid                          | Consilieri | Componența Consiliului | Componența Consiliului | Componența Consiliului | Componența Consiliului | Componența Consiliului |
|  | ------------------------------- | ---------- | ---------------------- | ---------------------- | ---------------------- | ---------------------- | ---------------------- |
|  | Partidul Social Democrat        | 5          |                        |                        |                        |                        |                        |
|  | Partidul Național Liberal       | 3          |                        |                        |                        |                        |                        |
|  | Alianța pentru Unirea Românilor | 2          |                        |                        |                        |                        |                        |
|  | Uniunea Salvați România         | 1          |                        |                        |                        |                        |                        |
|  | Partidul Mișcarea Populară      | 1          |                        |                        |                        |                        |                        |
|  | Panduru Ion-Daniel              | 1          |                        |                        |                        |                        |                        |